# Papp János (görögkeleti pap)
Papp János (Nyárszeg, 1817 körül – 1870) görögkeleti (ortodox) lelkész.

## Élete
1848-ig a Bihar megyei börtönben lévő rabok lelkésze volt. 1848-tól 1861-ig mint belényesi pap és esperes működött, majd hasonló minőségben az Arad megyei Borosjenőbe tették át. Mint Belényes kerületi (Bihar megye) országgyűlési képviselő a kormánynak föltétlen híve volt. Magyarul és románul egyformán írt, de mint politikai szónok nem boldogult.

## Munkái
- Beszéde. Pest, 1861. (Böszörményi országgyűlési beszédével együtt, a Magyarország 129. számához mellékelve).
- Predice pentru robi ... (Prédikácziók rabok számára.)

Kevéssel halála előtt a görög keleti szentszékhez megbirálás végett egy kötet nagybőjti prédikációt nyújtott be. (Kézirata az aradi szentszéknek levéltárában van).